# Telothyria placida
Telothyria placida är en tvåvingeart som beskrevs av Wulp 1890. Telothyria placida ingår i släktet Telothyria och familjen parasitflugor. Inga underarter finns listade i Catalogue of Life.